# Stefan Guay
Pour les articles homonymes, voir Guay.
Stefan Guay, né le 19 mars 1986, est un skieur alpin canadien.

## Palmarès

### Championnats du monde junior
- Mondiaux 2005 à Bardonnèche 
  -  Médaille de bronze en slalom géant.
- Mondiaux 2006 à Le Massif 
  -  Médaille d'or en slalom géant.
  -  Médaille de bronze en descente.

### Coupe du monde
- Meilleur classement général : 139e en 2007.
- Meilleur résultat : 25e.

### Coupe nord-américaine
- Vainqueur du classement de super G en 2009.
- 4 victoires.